# Sistema Reveal
Se presenta un moderno sistema de taxonomía vegetal, el sistema Reveal de clasificaciones botánicas fue desarrollado por el botánico J.L. Reveal (1941- ), profesor emérito en el Herbario Norton Brown, de Maryland (ver su cv). 
La última actualización del sistema se realizó en 1999. El autor luego se unió al Angiosperm Phylogeny Group, contribuyendo al sistema APG II.
Se encuentra disponible en línea con notas (de 1999) en el Herbariop Norton Brown de Maryland (con una extensa lista de sinonimia, tanto nomenclatural como taxonómicos, para cada nombre del sistema): 1, 2, 3
4, 4, 6 7, 8, 9 10. 
De acuerdo a esas notas, los grupos principales en el sistema son:
- división Magnoliophyta [= angiospermas]
clase Magnoliopsida
subclase Magnoliidae
clase Piperopsida
subclase Piperidae
subclase Nymphaeidae
subclase Nelumbonidae
clase Liliopsida [= monocots]
subclase Triurididae
subclase Aridae
subclase Liliidae
subclase Arecidae
subclase Commelinidae
subclase Zingiberidae
clase Ranunculopsida
subclase Ranunculidae
clase Rosopsida
subclase Caryophyllidae
subclase Hamamelididae
subclase Dilleniidae
subclase Rosidae
subclase Cornidae
subclase Lamiidae
subclase Asteridae

Y con más detalle:
- división 6. Magnoliophyta
clase 1. Magnoliopsida
subclase 1. Magnoliidae
superorden 1. Magnolianae
orden 1. Winterales
familia 1. Winteraceae
orden 2. Canellales
familia 1. Canellaceae
orden 3. Illiciales
familia 1. Illiciaceae
familia 2. Schisandraceae
orden 4. Magnoliales
familia 1. Degeneriaceae
familia 2. Himantandraceae
familia 3. Magnoliaceae
orden 5. Eupomatiales
familia 1. Eupomatiaceae
orden 6. Annonales
familia 1. Annonaceae
orden 7. Myristicales
familia 1. Myristicaceae
orden 8. Austrobaileyales
familia 1. Austrobaileyaceae
superorden 2. Lauranae
orden 1. Laurales
familia 1. Amborellaceae
familia 2. Trimeniaceae
familia 3. Monimiaceae
familia 4. Gomortegaceae
familia 5. Hernandiaceae
familia 6. Lauraceae
orden 2. Calycanthales
familia 1. Calycanthaceae
familia 2. Idiospermaceae
orden 3. Chloranthales
familia 1. Chloranthaceae
clase 2. Piperopsida
subclase 1. Piperidae
superorden 1. Piperanae
orden 1. Piperales
familia 1. Saururaceae
familia 2. Piperaceae
superorden 2. Lactoridanae
orden 1. Lactoridales
familia 1. Lactoridaceae
orden 2. Aristolochiales
familia 1. Aristolochiaceae
superorden 3. Rafflesianae
orden 1. Hydnorales
familia 1. Hydnoraceae
orden 2. Rafflesiales
familia 1. Apodanthaceae
familia 2. Mitrastemonaceae
familia 3. Rafflesiaceae
familia 4. Cytinaceae
superorden 4. Balanophoranae
orden 1. Cynomoriales
familia 1. Cynomoriaceae
orden 2. Balanophorales
familia 1. Mystropetalaceae
familia 2. Dactylanthaceae
familia 3. Lophophytaceae
familia 4. Sarcophytaceae
familia 5. Scybaliaceae
familia 6. Heloseaceae
familia 7. Langsdorffiaceae
familia 8. Balanophoraceae
subclase 2. Nymphaeidae
superorden 1. Nymphaeanae
orden 1. Nymphaeales
familia 1. Nymphaeaceae
familia 2. Barclayaceae
subclase 3. Nelumbonidae
superorden 1. Nelumbonanae
orden 1. Nelumbonales
familia 1. Nelumbonaceae
orden 2. Hydropeltidales
familia 1. Hydropeltidaceae
familia 2. Cabombaceae
superorden 2. Ceratophyllanae
orden 1. Ceratophyllales
familia 1. Ceratophyllaceae
clase 3. Liliopsida
subclase 1. Alismatidae
superorden 1. Butomanae
orden 1. Butomales
familia 1. Butomaceae
superorden 2. Alismatanae
orden 1. Alismatales
familia 1. Limnocharitaceae
familia 2. Alismataceae
orden 2. Hydrocharitales
familia 1. Hydrocharitaceae
orden 3. Aponogetonales
familia 1. Aponogetonaceae
orden 4. Najadales
familia 1. Najadaceae
orden 5. Juncaginales
familia 1. Scheuchzeriaceae
familia 2. Juncaginaceae
orden 6. Potamogetonales
familia 1. Potamogetonaceae
familia 2. Ruppiaceae
familia 3. Zannichelliaceae
familia 4. Zosteraceae
familia 5. Posidoniaceae
familia 6. Cymodoceaceae
subclase 2. Triurididae
superorden 1. Triuridanae
orden 1. Triuridales
familia 1. Triuridaceae
subclase 3. Aridae
superorden 1. Acoranae
orden 1. Acorales
familia 1. Acoraceae
superorden 2. Aranae
orden 1. Arales
familia 1. Araceae
superorden 3. Cyclanthanae
orden 1. Cyclanthales
familia 1. Cyclanthaceae
superorden 4. Pandananae
orden 1. Pandanales
familia 1. Pandanaceae
subclase 4. Liliidae
orden 1. Lilianae
orden 1. Tofieldiales
familia 1. Tofieldiaceae
orden 2. Dioscoreales
familia 1. Trichopodaceae
familia 2. Stenomeridaceae
familia 3. Avetraceae
familia 4. Dioscoreaceae
familia 5. Stemonaceae
familia 6. Croomiaceae
familia 7. Pentastemonaceae
familia 8. Taccaceae
orden 3. Smilacales
familia 1. Rhipogonaceae
familia 2. Smilacaceae
familia 3. Petermanniaceae
orden 4. Nartheciales
familia 1. Nartheciaceae
orden 5. Petrosaviales
familia 1. Petrosaviaceae
orden 6. Melanthiales
familia 1. Chionographidaceae
familia 2. Heloniadaceae
familia 3. Xerophyllaceae
familia 4. Melanthiaceae
familia 5. Japonoliriaceae
familia 6. Campynemataceae
orden 7. Trilliales
familia 1. Trilliaceae
orden 8. Alstroemeriales
familia 1. Alstroemeriaceae
orden 9. Colchicales
familia 1. Burchardiaceae
familia 2. Colchicaceae
familia 3. Tricyrtidaceae
familiay 4. Uvulariaceae
familia 5. Scoliopaceae
familia 6. Calochortaceae
orden 10. Liliales
familia 1. Liliaceae
familia 2. Medeolaceae
orden 11. Hypoxidales
familia 1. Hypoxidaceae
orden 12. Orchidales
familia 1. Orchidaceae
orden 13. Tecophilaeales
familia 1. Lanariaceae
familia 2. Ixioliriaceae
familia 3. Walleriaceae
familia 4. Tecophilaeaceae
familia 5. Cyanastraceae
familia 6. Eriospermaceae
orden 14. Iridales
familia 1. Iridaceae
orden 15. Burmanniales
familia 1. Burmanniaceae
familia 2. Corsiaceae
orden 16. Amaryllidales
familia 1. Hyacinthaceae
familia 2. Themidaceae
familia 3. Alliaceae
familia 4. Hesperocallidaceae
familia 5. Amaryllidaceae
orden 17. Asparagales
familia 2. Convallariaceae
familia 3. Ophiopogonaceae
familia 4. Asparagaceae
orden 18. Asteliales
familia 1. Dracaenaceae
familia 2. Ruscaceae
familia 3. Nolinaceae
familia 4. Asteliaceae
familia 6. Geitonoplesiaceae
familia 7. Luzuriagaceae
familia 8. Philesiaceae
orden 19. Hanguanales
familia 1. Hanguanaceae
orden 20. Agavales
familia 1. Dasypogonaceae
familia 2. Calectasiaceae
familia 3. Hemerocallidaceae
familia 4. Blandfordiaceae
familia 5. Xanthorrhoeaceae
familia 6. Agavaceae
familia 7. Anthericaceae
familia 8. Laxmanniaceae
familia 9. Herreriaceae
familia 10. Phormiaceae
familia 11. Johnsoniaceae
familia 12. Doryanthaceae
familia 13. Asphodelaceae
familia 14. Aloaceae
familia 15. Aphyllanthaceae
familia 16. Hostaceae
subclase 5. Arecidae
superorden 1. Arecanae
orden 1. Arecales
familia 1. Arecaceae
subclase 6. Commelinidae
superorden 1. Bromelianae
orden 1. Bromeliales
familia 1. Bromeliaceae
orden 2. Velloziales
familia 1. Velloziaceae
superorden 2. Pontederianae
orden 1. Haemodorales
familia 1. Haemodoraceae
orden 2. Philydrales
familia 1. Philydraceae
orden 3. Pontederiales
familia 1. Pontederiaceae
superorden 3. Commelinanae
orden 1. Xyridales
familia 1. Rapateaceae
familia 2. Xyridaceae
familia 3. Mayacaceae
orden 2. Commelinales
familia 1. Commelinaceae
orden 3. Eriocaulales
familia 1. Eriocaulaceae
superorden 4. Hydatellanae
orden 1. Hydatellales
familia 1. Hydatellaceae
superorden 5. Typhanae
orden 1. Typhales
familia 1. Typhaceae
familia 2. Sparganiaceae
superorden 6. Juncanae
orden 1. Juncales
familia 1. Juncaceae
familia 2. Thurniaceae
orden 2. Cyperales
familia 1. Cyperaceae
orden 3. Flagellariales
orden 4. Restionales
familia 1. Flagellariaceae
familia 2. Joinvilleaceae
familia 3. Restionaceae
familia 4. Anarthriaceae
familia 5. Ecdeiocoleaceae
familia 6. Centrolepidaceae
orden 5. Poales
familia 1. Poaceae
subclase 7. Zingiberidae
superorden 1. Zingiberanae
orden 1. Zingiberales
familia 1. Strelitziaceae
familia 2. Heliconiaceae
familia 3. Musaceae
familia 4. Lowiaceae
familia 5. Zingiberaceae
familia 6. Costaceae
familia 7. Cannaceae
familia 8. Marantaceae
clase 4. Ranunculopsida
subclase 1. Ranunculidae
superorden 1. Ranunculanae
orden 1. Lardizabalales
familia 1. Lardizabalaceae
familia 2. Sargentodoxaceae
familia 3. Decaisneaceae
orden 2. Menispermales
familia 1. Menispermaceae
orden 3. Berberidales
familia 1. Nandinaceae
familia 2. Berberidaceae
familia 3. Ranzaniaceae
familia 4. Podophyllaceae
familia 5. Leonticaceae
orden 4. Ranunculales
familia 1. Hydrastidaceae
familia 2. Ranunculaceae
orden 5. Circaeasterales
familia 1. Kingdoniaceae
familia 2. Circaeasteraceae
orden 6. Glaucidiales
familia 1. Glaucidiaceae
orden 7. Paeoniales
familia 1. Paeoniaceae
orden 8. Papaverales
familia 1. Pteridophyllaceae
familia 2. Papaveraceae
clase 5. Rosopsida
subclase 1. Caryophyllidae
superorden 1. Caryophyllanae
orden 1. Caryophyllales
familia 1. Achatocarpaceae
familia 2. Portulacaceae
familia 3. Hectorellaceae
familia 4. Basellaceae
familia 5. Didiereaceae
familia 6. Cactaceae
familia 7. Stegnospermataceae
familia 8. Phytolaccaceae
familia 9. Petiveriaceae
familia 10. Gisekiaceae
familia 11. Agdestidaceae
familia 12. Barbeuiaceae
familia 13. Nyctaginaceae
familia 14. Sarcobataceae
familia 15. Aizoaceae
familia 16. Sesuviaceae
familia 17. Tetragoniaceae
familia 18. Halophytaceae
familia 19. Molluginaceae
familia 20. Chenopodiaceae
familia 21. Amaranthaceae
familia 22. Caryophyllaceae
superorden 2. Polygonanae
orden 1. Polygonales
familia 1. Polygonaceae
superorden 3. Plumbaginanae
orden 1. Plumbaginales
familia 1. Plumbaginaceae
subclase 2. Hamamelididae
superorden 1. Trochodendranae
orden 1. Trochodendrales
familia 1. Trochodendraceae
familia 2. Tetracentraceae
orden 2. Eupteleales
familia 1. Eupteleaceae
orden 3. Cercidiphyllales
familia 1. Cercidiphyllaceae
superorden 2. Myrothamnanae
orden 1. Myrothamnales
familia 1. Myrothamnaceae
superorden 3. Hamamelidanae
orden 1. Hamamelidales
familia 1. Hamamelidaceae
familia 2. Altingiaceae
familia 3. Platanaceae
superorden 4. Casuarinanae
orden 1. Casuarinales
familia 1. Casuarinaceae
superorden 5. Daphniphyllanae
orden 1. Barbeyales
familia 1. Barbeyaceae 
orden 2. Daphniphyllales
familia 1. Daphniphyllaceae
orden 3. Balanopales
familia 1. Balanopaceae
orden 4. Didymelales
familia 1. Didymelaceae
orden 5. Buxales
familia 1. Buxaceae
orden 6. Simmondsiales
familia 1. Simmondsiaceae
superorden 6. Juglandanae
orden 1. Fagales
familia 1. Nothofagaceae
familia 2. Fagaceae
orden 2. Corylales
familia 1. Betulaceae
familia 2. Corylaceae
familia 2. Stylocerataceae
familia 3. Ticodendraceae
orden 3. Myricales
familia 1. Myricaceae
orden 4. Rhoipteleales
familia 1. Rhoipteleaceae
orden 5. Juglandales
familia 1. Juglandaceae
subclase 3. Dilleniidae
superorden 1. Dillenianae
orden 1. Dilleniales
familia 1. Dilleniaceae
superorden 2. Theanae
orden 1. Paracryphiales
familia 1. Paracryphiaceae
orden 2. Theales
familia 1. Stachyuraceae
familia 2. Theaceae
familia 3. Asteropeiaceae
familia 4. Pentaphylacaceae
familia 5. Tetrameristaceae
familia 6. Oncothecaceae
familia 7. Marcgraviaceae
familia 8. Caryocaraceae
familia 9. Pellicieraceae
familia 10. Clusiaceae
orden 3. Physenales
familia 1. Physenaceae
orden 4. Ochnales
familia 1. Medusagynaceae
familia 2. Strasburgeriaceae
familia 3. Scytopetalaceae
familia 4. Ochnaceae
familia 5. Quiinaceae
orden 5. Elatinales
familia 1. Elatinaceae
orden 6. Ancistrocladales
familia 1. Ancistrocladaceae
orden 7. Dioncophyllales
familia 1. Dioncophyllaceae
superorden 3. Lecythidanae
orden 1. Lecythidales
familia 1. Lecythidaceae
familia 2. Asteranthaceae
familia 3. Napoleonaeaceae
familia 4. Foetidiaceae
superorden 4. Sarracenianae
orden 1. Sarraceniales
familia 1. Sarraceniaceae
superorden 5. Nepenthanae
orden 1. Nepenthales
familia 1. Nepenthaceae
orden 2. Droserales
familia 1. Droseraceae
superorden 6. Ericanae
orden 1. Actinidiales
familia 1. Actinidiaceae
orden 2. Ericales
familia 1. Cyrillaceae
familia 2. Clethraceae
familia 3. Ericaceae
orden 3. Diapensiales
familia 1. Diapensiaceae
orden 4. Bruniales
familia 1. Bruniaceae
familia 2. Grubbiaceae
orden 5. Geissolomatales
familia 1. Geissolomataceae
orden 6. Fouquieriales
familia 1. Fouquieriaceae
superorden 7. Primulanae
orden 1. Styracales
familia 1. Styracaceae
familia 2. Symplocaceae
familia 3. Ebenaceae
familia 4. Lissocarpaceae
familia 5. Sapotaceae
orden 2. Primulales
familia 1. Theophrastaceae
familia 2. Myrsinaceae
familia 3. Primulaceae
superorden 8. Violanae
orden 1. Violales
familia 1. Berberidopsidaceae
familia 2. Aphloiaceae
familia 3. Bembiciaceae
familia 4. Flacourtiaceae
familia 5. Lacistemataceae
familia 6. Peridiscaceae
familia 7. Violaceae
familia 8. Dipentodontaceae
familia 9. Scyphostegiaceae
orden 2. Passiflorales
familia 1. Passifloraceae
familia 2. Turneriaceae
familia 3. Malesherbiaceae
familia 4. Achariaceae
orden 3. Caricales
familia 1. Caricaceae
orden 4. Salicales
familia 1. Salicaceae
orden 5. Elaeocarpales
familia 1. Elaeocarpaceae
orden 6. Tamaricales
familia 1. Tamaricaceae
familia 2. Frankeniaceae
superorden 9. Capparanae
orden 1. Moringales
familia 1. Moringaceae
orden 2. Gyrostemonales
familia 1. Gyrostemonaceae
orden 3. Batales
familia 1. Bataceae
orden 4. Capparales
familia 1. Koeberliniaceae
familia 2. Pentadiplandraceae
familia 3. Capparaceae
familia 4. Brassicaceae
familia 5. Tovariaceae
familia 6. Resedaceae
superorden 10. Malvanae
orden 1. Cistales
familia 1. Bixaceae 
familia 2. Cochlospermaceae
familia 3. Cistaceae 
familia 4. Diegodendraceae
orden 2. Malvales
familia 1. Tiliaceae
familia 2. Dirachmaceae
familia 3. Monotaceae
familia 4. Dipterocarpaceae
familia 5. Sarcolaenaceae
familia 6. Plagiopteraceae
familia 7. Huaceae
familia 8. Sterculiaceae
familia 9. Sphaerosepalaceae
familia 10. Bombacaceae
familia 11. Malvaceae
orden 3. Thymelaeales
familia 1. Gonystylaceae
familia 2. Thymelaeaceae
superorden 11. Cucurbitanae
orden 1. Begoniales
familia 1. Datiscaceae
familia 2. Begoniaceae
orden 2. Cucurbitales
familia 1. Cucurbitaceae
superorden 12. Urticanae
orden 1. Urticales
familia 1. Ulmaceae
familia 2. Celtidaceae
familia 3. Moraceae
familia 4. Cecropiaceae
familia 5. Urticaceae
familia 6. Cannabaceae
superorden 13. Euphorbianae
orden 1. Euphorbiales
familia 1. Euphorbiaceae
familia 2. Pandaceae
familia 3. Dichapetalaceae
subclase 4. Rosidae
superorden 1. Saxifraganae
orden 1. Cunoniales
familia 1. Cunoniaceae
familia 2. Davidsoniaceae
familia 3. Eucryphiaceae
familia 4. Brunelliaceae
orden 2. Cephalotales
familia 1. Cephalotaceae
orden 3. Greyiales
familia 1. Greyiaceae
orden 4. Francoales
familia 1. Francoaceae
orden 5. Crossosomatales
familia 1. Crossosomataceae
orden 6. Saxifragales
familia 1. Tetracarpaeaceae
familia 2. Penthoraceae
familia 3. Crassulaceae
familia 4. Grossulariaceae
familia 5. Pterostemonaceae
familia 6. Iteaceae
familia 7. Saxifragaceae
superorden 2. Podostemanae
orden 1. Gunnerales
familia 1. Gunneraceae
orden 2. Haloragales
familia 1. Haloragaceae
orden 3. Podostemales
familia 1. Podostemaceae
superorden 3. Celastranae
orden 1. Brexiales
familia 1. Brexiaceae
orden 2. Parnassiales
familia 1. Parnassiaceae
familia 2. Lepuropetalaceae
orden 3. Celastrales
familia 1. Celastraceae
familia 2. Goupiaceae
familia 3. Lophopyxidaceae
familia 4. Stackhousiaceae
orden 4. Salvadorales
familia 1. Salvadoraceae
orden 5. Aquifoliales
familia 1. Aquifoliaceae
familia 2. Phellinaceae
familia 3. Sphenostemonaceae
familia 4. Icacinaceae
familia 5. Cardiopteridaceae
familia 6. Aextoxicaceae
orden 6. Corynocarpales
familia 1. Corynocarpaceae
superorden 4. Santalanae
orden 1. Medusandrales
familia 1. Medusandraceae
orden 2. Santalales
familia 1. Olacaceae
familia 2. Opiliaceae
familia 3. Santalaceae
familia 4. Misodendraceae
familia 5. Loranthaceae
familia 6. Eremolepidaceae
familia 7. Viscaceae
superorden 5. Rosanae
orden 1. Rosales
familia 1. Rosaceae
familia 2. Neuradaceae
familia 3. Chrysobalanaceae
superorden 6. Geranianae
orden 1. Geraniales
familia 1. Oxalidaceae
familia 2. Geraniaceae
orden 2. Linales
familia 1. Hugoniaceae
familia 2. Linaceae
familia 3. Ctenolophonaceae
familia 4. Ixonanthaceae
familia 5. Humiriaceae
familia 6. Erythroxylaceae
familia 7. Zygophyllaceae
orden 3. Balsaminales
familia 1. Balsaminaceae
orden 4. Vochysiales
familia 1. Malpighiaceae
familia 2. Trigoniaceae
familia 3. Vochysiaceae
familia 4. Tremandraceae
familia 5. Krameriaceae
orden 5. Polygalales
familia 1. Polygalaceae
familia 2. Xanthophyllaceae
familia 3. Emblingiaceae
superorden 7. Fabanae
orden 1. Fabales
familia 1. Mimosaceae
familia 2. Caesalpiniaceae
familia 3. Fabaceae
superorden 8. Rutanae
orden 1. Sapindales
familia 1. Staphyleaceae
familia 2. Tapisciaceae
familia 3. Melianthaceae
familia 4. Sapindaceae
familia 5. Hippocastanaceae
familia 6. Aceraceae
familia 7. Bretschneideraceae
familia 8. Akaniaceae
orden 2. Tropaeolales
familia 1. Tropaeolaceae
orden 3. Limnanthales
familia 1. Limnanthaceae
orden 4. Sabiales
familia 1. Sabiaceae
orden 5. Connarales
familia 1. Connaraceae
orden 6. Rutales
familia 1. Rutaceae
familia 2. Rhabdodendraceae
familia 3. Cneoraceae
familia 4. Simaroubaceae
familia 5. Picramniaceae
familia 6. Leitneriaceae
familia 7. Surianaceae
familia 8. Irvingiaceae
familia 9. Kirkiaceae
familia 10. Ptaeroxylaceae
familia 11. Tepuianthaceae
familia 12. Meliaceae
familia 13. Lepidobotryaceae
orden 7. Coriariales
familia 1. Coriariaceae
orden 8. Burserales
familia 1. Burseraceae
familia 2. Anacardiaceae
familia 3. Podoaceae
superorden 9. Rhamnanae
orden 1. Rhamnales
familia 1. Rhamnaceae
orden 2. Elaeagnales
familia 1. Elaeagnaceae
superorden 10. Proteanae
orden 1. Proteales
familia 1. Proteaceae
superorden 11. Vitanae
orden 1. Vitales
familia 1. Vitaceae
familia 2. Leeaceae
superorden 12. Rhizophoranae
orden 1. Rhizophorales
familia 1. Anisophylleaceae
familia 2. Rhizophoraceae
superorden 13. Myrtanae
orden 1. Myrtales
familia 1. Combretaceae
familia 2. Crypteroniaceae
familia 3. Melastomataceae
familia 4. Psiloxylaceae
familia 5. Heteropyxidaceae
familia 6. Myrtaceae
familia 7. Alzateaceae
familia 8. Rhynchocalycaceae
familia 9. Penaeaceae
familia 10. Oliniaceae
familia 11. Lythraceae
familia 12. Trapaceae
familia 13. Onagraceae
subclase. 5 Cornidae
superorden 1. Cornanae
orden 1. Hydrangeales
familia 1. Escalloniaceae
familia 2. Hydrangeaceae
familia 3. Abrophyllaceae
familia 4. Argophyllaceae
familia 5. Corokiaceae
familia 6. Alseuosmiaceae
familia 7. Carpodetaceae
familia 8. Phyllonomaceae
familia 9. Pottingeriaceae
familia 10. Tribelaceae
familia 11. Melanophyllaceae
familia 12. Montiniaceae
familia 13. Kaliphoraceae
familia 14. Eremosynaceae
familia 15. Vahliaceae
familia 16. Columelliaceae
orden 2. Roridulales
familia 1. Roridulaceae
orden 3. Garryales
familia 1. Aucubaceae
familia 2. Garryaceae
orden 4. Desfontainiales
familia 1. Desfontainiaceae
orden 5. Aralidiales
familia 1. Aralidiaceae
orden 6. Cornales
familia 1. Mastixiaceae
familia 2. Davidiaceae
familia 3. Nyssaceae
familia 4. Curtisiaceae
familia 5. Cornaceae
familia 6. Alangiaceae
familia 7. Griseliniaceae
superorden 2. Eucommianae
orden 1. Eucommiales
familia 1. Eucommiaceae
superorden 3. Aralianae 
orden 1. Torricelliales
familia 1. Helwingiaceae
familia 2. Torricelliaceae
orden 2. Pittosporales
familia 1. Pittosporaceae
orden 3. Byblidales
familia 1. Byblidaceae
orden 4. Araliales
familia 1. Araliaceae
familia 2. Hydrocotylaceae
familia 3. Apiaceae
superorden 4. Dipsacanae
orden 1. Dipsacales
familia 1. Viburnaceae
familia 2. Sambucaceae
familia 3. Adoxaceae
familia 4. Caprifoliaceae
familia 5. Valerianaceae
familia 6. Dipsacaceae
familia 7. Morinaceae
subclase 6. Lamiidae
superorden 1. Gentiananae
orden 1. Gentianales
familia 1. Gelsemiaceae
familia 2. Loganiaceae
familia 3. Strychnaceae
familia 4. Gentianaceae
familia 5. Saccifoliaceae
familia 6. Geniostomaceae
familia 7. Plocospermataceae
orden 2. Rubiales
familia 1. Dialypetalanthaceae
familia 2. Rubiaceae
familia 3. Carlemanniaceae
orden 3. Apocynales
familia 1. Apocynaceae
superorden 2. Solananae
orden 1. Solanales
familia 1. Solanaceae
familia 2. Sclerophylacaceae
familia 3. Goetzeaceae
familia 4. Duckeodendraceae
familia 5. Convolvulaceae
familia 6. Cuscutaceae
familia 7. Polemoniaceae
familia 8. Hydrophyllaceae
familia 9. Boraginaceae
familia 10. Tetrachondraceae
familia 11. Hoplestigmataceae
familia 12. Lennoaceae
superorden 3. Loasanae
orden 1. Loasales
familia 1. Loasaceae
superorden 4. Oleanae
orden 1. Oleales
familia 1. Oleaceae
superorden 5. Lamianae
orden 1. Lamiales
familia 1. Buddlejaceae
familia 2. Stilbaceae
familia 3. Bignoniaceae
familia 4. Paulowniaceae
familia 5. Schlegeliaceae
familia 6. Globulariaceae
familia 7. Scrophulariaceae
familia 8. Veronicaceae
familia 9. Orobanchaceae
familia 10. Oftiaceae
familia 11. Myoporaceae
familia 12. Callitrichaceae
familia 13. Gesneriaceae
familia 14. Plantaginaceae
familia 15. Pedaliaceae
familia 16. Martyniaceae
familia 17. Trapellaceae
familia 18. Acanthaceae
familia 19. Lentibulariaceae
familia 20. Verbenaceae
familia 21. Phrymaceae
familia 22. Cyclocheilaceae
familia 23. Avicenniaceae
familia 24. Lamiaceae
orden 2. Hydrostachyales
familia 1. Hydrostachyaceae
orden 3. Hippuridales
familia 1. Hippuridaceae
subclase 7. Asteridae
superorden Campanulanae
orden 1. Menyanthales
familia 1. Menyanthaceae
orden 2. Goodeniales
familia 1. Goodeniaceae
orden 3. Stylidiales
familia 1. Donatiaceae
familia 2. Stylidiaceae
orden 4. Campanulales
familia 1. Pentaphragmataceae
familia 2. Sphenocleaceae
familia 3. Campanulaceae
superorden 2. Asteranae
orden 1. Calycerales
familia 1. Calyceraceae
orden 2. Asterales
familia 1. Asteraceae

- Datos: Q614170